# 马来西亚—英国关系
马来西亚—英国关系（英語：Malaysia–United Kingdom relations）是指马来西亚与英国之间的双边外交关系。马来西亚在伦敦设有高级专员公署，英国在吉隆坡也设有高级专员公署。由于两国同为英联邦国家，按照英联邦传统和惯例，成员国之间互相派驻的最高级别外交使节称为「高级专员」而不是「大使」。

## 历史

### 英国殖民时期

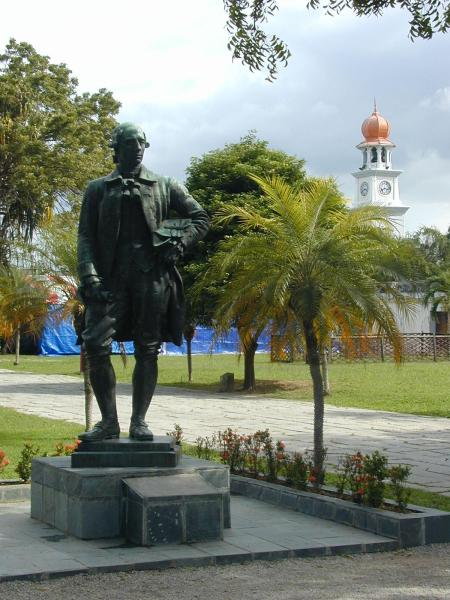
位于马来西亚槟城州乔治市的弗朗西斯·萊特雕像

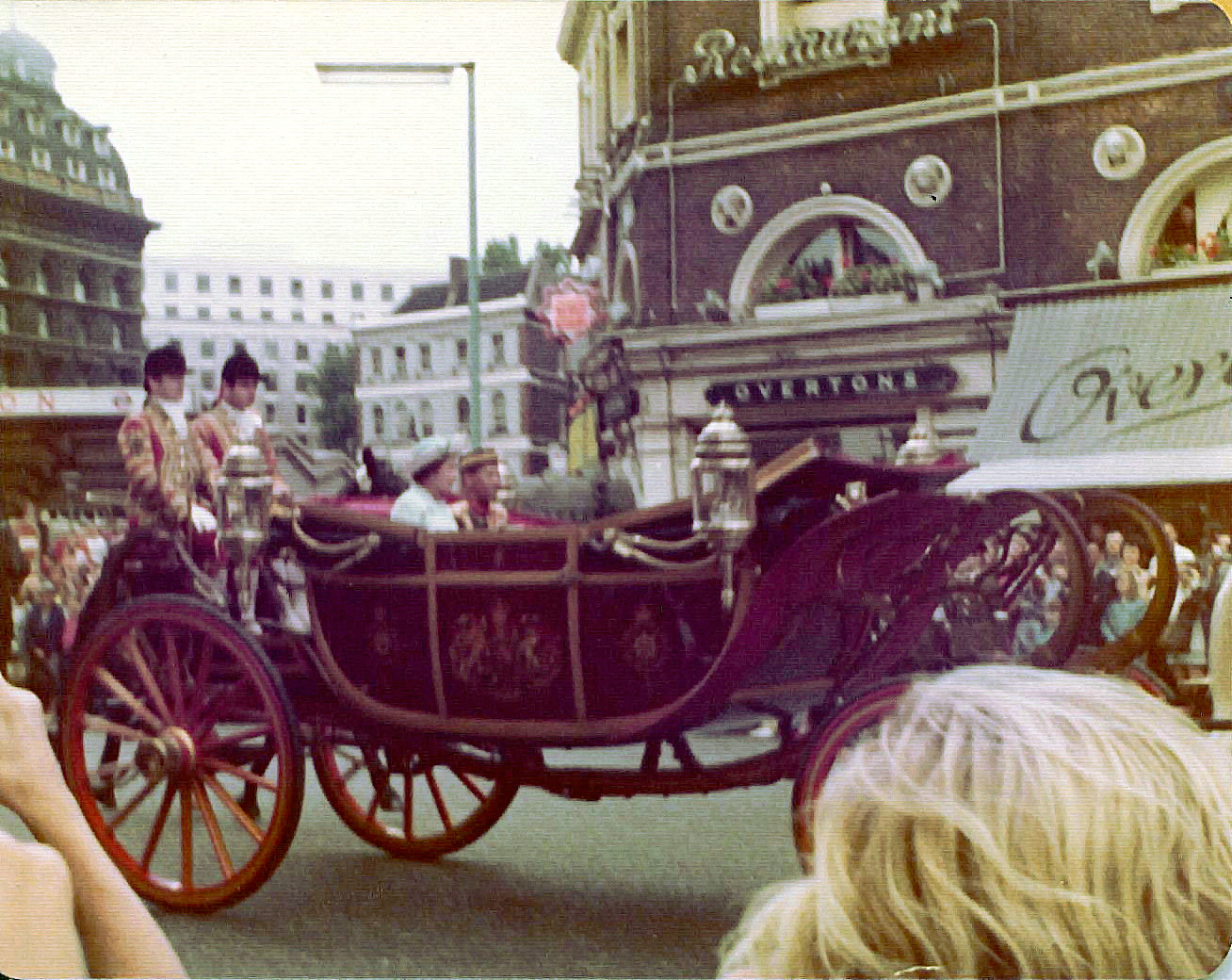
马来西亚最高元首端姑阿都哈林1974年和英国女王伊丽莎白二世一同乘坐马车

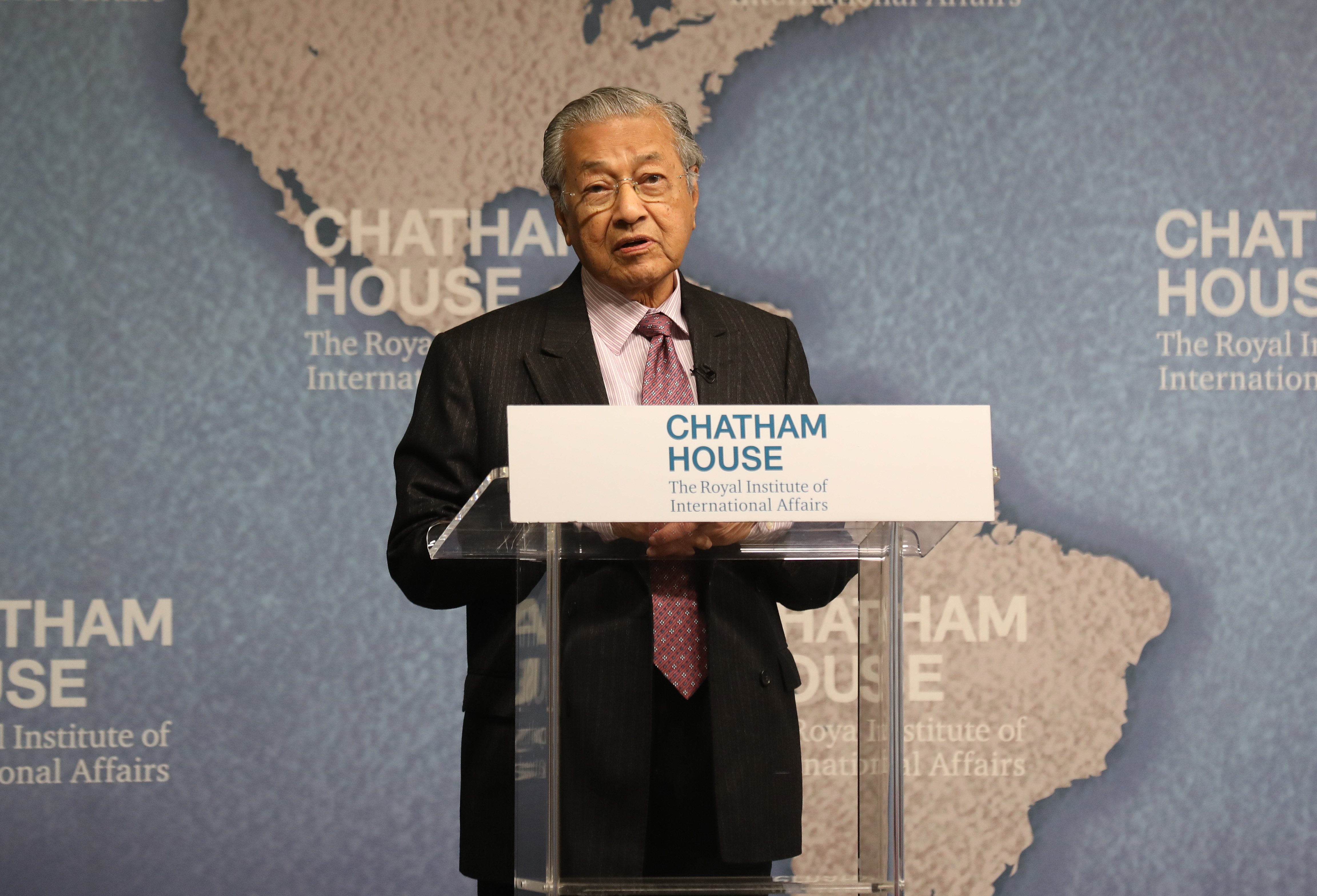
马来西亚首相马哈迪·莫哈末2018年10月28日在英国查塔姆研究所发表题为「亚洲民主未来」的演讲

英国在马来西亚历史上长达171年的殖民统治对现今马来西亚的政治、体制、法律、司法制度等都有着非常深远的影响。马来西亚现今的国家体系和政治制度几乎沿袭自英国（君主立宪制、内阁制和议会民主制）。马来西亚国会与英国国会相同，采用西敏议会制（威斯敏斯特制）和两院制。马来西亚选举与英国大选一样采用单一选区领先者当选制度。马来西亚法律制度也沿袭自英国的英美法系，为普通法司法管辖区。
自17世纪以来，英国商人就出现在马来西亚半岛（当时的马来亚）水域。19世纪中叶之前，英国在该地区的利益主要是经济利益，对领土控制兴趣不大。随着英国船只对华贸易的增长增加了不列颠东印度公司占领马来亚地区的渴望。为此，不列颠东印度公司开始通过与各造签订条约获得马来亚领土。1786年，不列颠东印度公司从吉打苏丹手中永久租借槟岛，并在不久之后再次从吉打苏丹手中租借了位于槟岛对面的大陆（威斯利省）。1795年，在拿破仑战争期间，英国在荷兰的同意下占领了荷属马六甲，以阻止法国对该地区可能的占领兴趣。
1824年，英国与荷兰签订《1824年英荷条约》，正式确立了英国在马来亚的霸权。该条约将马来群岛分为两部分由英国和荷兰各别统治。荷兰人撤离了马六甲并放弃了对马来亚地区的所有权力，而英国则承认荷兰对东印度群岛其他地区的统治。1826年，英国成功完全控制槟城、马六甲、新加坡和纳闽，并将这些地区统一规划为海峡殖民地并由不列颠东印度公司直接管理。1867年，海峡殖民地的管辖权从不列颠公司转移到位于伦敦的殖民地部门，由英国政府直接管理。
现今的东马来西亚方面，砂拉越拉吉最初从1841年到1946年由白人拉惹（由英国冒险家詹姆斯·布魯克创立的统治者阶级）统治；而北婆罗洲（现沙巴）则由北婆罗洲渣打公司统治。砂拉越和北婆罗洲也在随后都成为英国保护国，并于1946年成为英国的直辖殖民地。
第二次世界大战后，英国在1946年将海峡殖民地（新加坡除外）、马来联邦和马来属邦统一纳入新成立的单一直辖殖民地，被称为马来亚联邦，以期实现独立。由于受到马来社会的反对，英国最终在1948年解散马来亚联邦，并以马来亚联合邦取代。1957年8月31日，马来亚联合邦从大英帝国独立。1963年9月6日，马来亚联合邦、北婆罗洲（现沙巴）、砂拉越和新加坡依据《1963年马来西亚协定》共组马来西亚。1965年8月9日，新加坡州从马来西亚独立并建国。

### 现代
从19世纪到独立，两国之间的现代关系受到英国在该国殖民统治的影响和塑造。自马来西亚成立以来，双方领导人之间进行了多次互访。1974年7月，时任马来西亚最高元首端姑阿都哈林对英国进行国事访问。下一任最高元首苏丹阿兹兰沙于1993年11月对英国进行国事访问。英国女王兼英联邦元首伊丽莎白二世也曾在1989年10月和1998年9月对马来西亚进行国事访问，并为同年在吉隆坡举办的1998年英联邦运动会宣布闭幕。
作为亚洲之行的一部分，英国首相戴维·卡梅伦于2012年上半年访问了马来西亚。作为为期9天的东南亚和太平洋英联邦国家之旅的一部分，剑桥公爵威廉王子和他的妻子剑桥公爵夫人凯瑟琳于2012年9月13日至16日访问马来西亚，以庆祝伊丽莎白二世登基钻禧纪念。2017年11月2日，查尔斯王子携夫人康沃尔公爵夫人卡米拉对马来西亚进行正式访问，以纪念两国建交60周年。

## 军事关系
马来西亚、新加坡、英国、澳洲、新西兰五国於1971年签订了一份多方军事协议，商议了当马来西亚或新加坡遭受军事打击时，协议国所采取的军事反应以及所能给予的军事援助。自此，马来西亚和英国开始通过五国联防这一个多边安全组织展开军事合作，同时五国联防也是目前西南太平洋地区第二大军事安全组织。五国联防的基地位于马来西亚槟城州的马来西亚皇家空军北海基地。

## 教育关系
英国文化协会在马来西亚联邦政府的英语教师发展项目（ELTDP）下，为沙巴州和砂拉越州数千名当地小学教师提供英语语言辅导。英国许多著名大学在马来西亚设有海外分校，包括南安普敦大学、纽卡斯尔大学、雷丁大学、诺丁汉大学和赫瑞瓦特大学。威爾斯三一聖大衛大學也与马来亚大学合作，在吉隆坡设立国际马来亚—威尔斯大学。

## 脚注
1. ↑  . Ministry of Foreign Affairs, Malaysia.   [2017-12-13]. （原始内容存档于2022-04-10）.
2. ↑  . Government of the United Kingdom.   [2017-12-13]. （原始内容存档于2022-07-11）.
3. ↑  Lewis, Su Lin. . United Kingdom: Cambridge University. 2016. ISBN 9781107108332.
4. ↑  Shiv Shanker Tiwary. . Anmol Publications. 2008. ISBN 9788126137244.
5. ↑  Barbara Ingham; Colin Simmons. . Routledge. 2005-06-28: 228–. ISBN 978-1-135-77995-5.
6. 1 2  Nordin Hussin. . NIAS Press. 2007: 71–. ISBN 978-87-91114-88-5.
7. ↑  Drake Peter Joseph. . #N/A. 2017-07-07: 21–. ISBN 978-981-322-243-4.
8. ↑  Derek Mackay. . I.B.Tauris. 2005-03-24: 7–. ISBN 978-0-85771-230-1.
9. ↑  Dennis De Witt. . Nutmeg Publishing. 2008: 13–. ISBN 978-983-43519-0-8.
10. ↑  Gareth Knapman. . Taylor & Francis. 2016-10-14: 128–. ISBN 978-1-315-45216-6.
11. ↑  . National Library Board. 1824-03-17  [2017-12-13]. （原始内容存档于2017-12-13）.
12. ↑  . Muslim Museum Initiative.   [2017-12-13]. （原始内容存档于2021-09-16）.
13. ↑  Bob Reece. . Archipelago Press. 2004. ISBN 978-981-4155-11-3.
14. ↑  Steven Runciman. . Cambridge University Press. 2010: 1–. ISBN 978-0-521-12899-5.
15. ↑  Leigh R. Wright. . Hong Kong University Press. 1988-07-01: 182–. ISBN 978-962-209-213-6.
16. ↑  James Stuart Olson; Robert Shadle. . Greenwood Publishing Group. 1996: 192–  [2022-02-15]. ISBN 978-0-313-29366-5. （原始内容存档于2022-02-15）.
17. ↑  Paul H. Kratoska. . Taylor & Francis. 2001: 269–. ISBN 978-0-415-21542-8.
18. ↑  A. Kirk-Greene. . Palgrave Macmillan UK. 2000-02-24: 64–. ISBN 978-0-230-28632-0.
19. ↑  . National Archives of Malaysia. 1963-09-16  [2017-12-13]. （原始内容存档于2016-03-10）.
20. ↑  Cheah Boon Kheng. . Institute of Southeast Asian Studies. 2002: 93–  [2022-02-15]. ISBN 978-981-230-175-8. （原始内容存档于2022-02-16）.
21. ↑  . National Library Board. 1965-08-09  [2017-12-13]. （原始内容存档于2020-11-11）.
22. ↑  Julian C. H. Lee. . Institute of Southeast Asian Studies. 2010: 40–. ISBN 978-981-4279-02-4.
23. ↑  Meredith L. Weiss. . Routledge. 2014-10-17: 437–. ISBN 978-1-317-62959-7.
24. 1 2  . British Monarchy.   [2008-11-26]. （原始内容存档于2008-11-06）.
25. ↑  . British Monarchy.   [2008-11-26]. （原始内容存档于2008-10-21）.
26. ↑  . The Star. 2012-09-13  [2017-12-13]. （原始内容存档于2022-02-19）.
27. ↑  . Bernama. New Straits Times. 2017-11-02  [2017-12-13]. （原始内容存档于2022-04-22）.
28. ↑  . Australian Government, Department of Defence. 2000-07-04  [2015-07-12]. （原始内容存档于2008-02-02）.
29. ↑  Gabriel Tan. . National Library Board.   [2017-12-13]. （原始内容存档于2022-02-15）.
30. ↑  Prashanth Parameswaran. . The Diplomat. 2017-10-12  [2017-12-13]. （原始内容存档于2021-07-22）.
31. ↑  . British Council.   [2018-02-28]. （原始内容存档于2022-03-29）.
32. ↑  . British Council.   [2018-02-28]. （原始内容存档于2022-02-15）.
33. ↑  . British Council.   [2018-02-28]. （原始内容存档于2022-02-15）.
34. ↑  . study-uk.britishcouncil.org.   [2022-02-15]. （原始内容存档于2021-12-18）.